# آندره یانکو
آندره یانکو (انگلیسی: Andrei Iancu؛ زادهٔ ۲ آوریل ۱۹۶۸) سیاست‌مدار و وکیل آمریکایی رومانیایی‌تبار است، که هم‌اکنون بعنوان رئیس اداره ثبت اختراع و نشان تجاری ایالات متحده آمریکا و عضو هیئت علمی دانشگاه کالیفرنیا، لس آنجلس فعالیت می‌کند.